# 雙響炮
《雙響炮》是台灣漫畫家朱德庸創作的四格漫畫作品，連載於《中國時報》，現已在《時報週刊》連載完畢。朱德庸表示，這部作品是自己於1985年入伍後，在軍中每晚以手電筒照明偷偷创作的。作品以敘述中年夫婦的婚姻危機為題材，大加諷刺。該漫畫作品曾被台灣電視劇製作人伍宗德改編為同名電視劇《雙響炮》，由胡兵、陳好、白冰冰領銜主演，是朱德庸繼《澀女郎》之後又一部被改編為電視劇的漫畫作品。